# Хван Хун Хи
Хван Хун Хи (кор. 황 훈 희; встречается также Хванг Хунхи; 6 апреля 1987, Южная Корея) — южнокорейский футболист, нападающий клуба «Чхунджу Хумель».

## Биография

### Клубная карьера
Выступал за команду сеульского университета «Сонгюнгван».
Летом 2009 года перешёл в запорожский «Металлург», вместе с соотечественником Ким Пхён Нэ. В Премьер-лиге Украины дебютировал 9 августа 2009 года в домашнем матче против полтавской «Ворсклы» (1:1), Хван Хун Хи вышел на 62 минуте вместо Артура Каськова. 15 августа 2009 года в матче 1/16 финала Кубка Украины против «Ворсклы» (2:3), Хван Хун Хи вышел на 71 минуте вместо Игоря Бугаёва, в дополнительное время он забил победный гол на 114 минуте в ворота Сергея Долганского. У Хван Хун Хи была языковая проблема в команде, ему долгое время искали переводчика, к тому же он не знал английского языка. В чемпионате Украины он провёл всего 3 матча, в Кубке Украины он провёл 2 матча и забил 1 гол, также провёл 3 матча и забил 1 гол в молодёжном первенстве Украины. В декабре 2009 года стало известно, что он покинул клуб, вместе с партнёром из Южной Кореи. Позже появилась информация Хван Хун Хи вместе с Ким Пхён Нэ может перейти в одесский «Черноморец», однако эта информация была опровергнута.
В начале 2011 года перешёл в клуб «Тэджон Ситизен». В чемпионате Южной Кореи дебютировал 6 марта 2011 года в выездном матче против «Ульсан Хёндэ» (1:2), Хван Хун Хи вышел на 78 минуте вместо бразильца Вагнера.

### Карьера в сборной
В составе студенческой сборной Южной Кореи принял участие в Летней Универсиаде 2009 в Белграде. В группе Южная Корея заняла 1-е место, обойдя Италию, Уругвай и Ирландию. В четвертьфинале южнокорейцы уступили Украине (1:1, по пен. 4:1), Хван Хун Хи играл в качестве капитана команды. Южная Корея по итогам турнира заняла 6-е место, уступив в матче за 5-6 место Чехии (0:2). Хван Хун Хи сыграл во всех матчах сборной.